# Kleber Rogerio do Carmo Silva
Kleber Rogerio do Carmo Silva (nacido el 14 de abril de 1981) es un exfutbolista brasileño que se desempeñaba como centrocampista.
Jugó para clubes como el Shonan Bellmare.

## Trayectoria

### Clubes
| Club            | País  | Año  |
| --------------- | ----- | ---- |
| Shonan Bellmare | Japón | 2002 |

## Estadística de carrera

### J. League
| Club            | Año   | J. League | J. League | Copa J. League | Copa J. League | Total | Total |
| Club            | Año   | Part.     | Goles     | Part.          | Goles          | Part. | Goles |
| --------------- | ----- | --------- | --------- | -------------- | -------------- | ----- | ----- |
| Shonan Bellmare | 2002  | 16        | 1         | -              | -              | 16    | 1     |
| Total           | Total | 16        | 1         | 0              | 0              | 16    | 1     |